# Trattato di Raciąż
Il trattato di Raciąż (o Raciążek) fu un trattato firmato il 22 maggio 1404 dal Regno di Polonia, il Granducato di Lituania, e l'Ordine teutonico, circa il controllo della terra di Dobrzyń e della Samogizia. La Polonia in sostanza confermò il trattato di Kalisz del 1343 e la Lituania il trattato di Salynas del 1398. Il trattato non stabilizzò la situazione che presto cambiò con la guerra polacco-lituano-teutonica del 1409–1411 e con il conseguente trattato di Toruń.
La Polonia, con il sostegno del papato, riuscì a rinforzare il legame con il Granducato, con la firma dell'unione di Vilnius e Radom nel 1401. Nello stesso anno i samogiti si ribellarono contro i Cavalieri. I ribelli bruciarono numerosi castelli teutonici. I Cavalieri reagirono saccheggiando Kaunas e Grodno. Nel 1402 l'Ordine si alleò con il duca lituano Švitrigaila, fratello di Jogaila, che promise di tenere fede al trattato di Salynas e di cedere la Samogizia ai Cavalieri.
Quando nessuno degli schieramenti poteva ottenere una vittoria decisiva e Vitoldo voleva concentrare la sua attenzione a una guerra contro Jurij di Smolensk, vennero avviati i negoziati nell'estate 1403. Il trattato finale fu firmato a Raciążek e affrontava alcune delle contese territoriali tra la Polonia, la Lituania e l'Ordine: la terra di Dobrzyń sarebbe tornata alla Polonia previa una commissione, la Samogizia sarebbe rimasta all'Ordine e la discussione circa la regione di Danzica (Danzig) fu irrisolta. A Švitrigaila fu permesso di tornare in Podolia.
Quando nel 1408 Vitoldo terminò le sue guerre a oriente contro il Granducato di Mosca, poté concentrarsi nuovamente sui Cavalieri teutonici. I samogiti si ribellarono per la seconda volta nel 1409. Ciò portò a una nuova guerra tra la Polonia-Lituania e i Cavalieri, che furono definitivamente sconfitti nella battaglia di Grunwald nel 1410. Questa guerra fu conclusa con il trattato di Toruń (1411), che cambiò i confini determinati dal trattato di Raciążek.